# Raión de Lityn
Raión de Lityn (en ucraniano: Літинський район) es un antiguo raión o distrito de Ucrania en el óblast de Vínnytsia. 
Comprende una superficie de 960 km².
La capital fue la ciudad de Lityn.

## Demografía
Según estimación 2010 contaba con una población total de 37454 habitantes.

## Otros datos
El código KOATUU es 522400000. El código postal 	22300 y el prefijo telefónico +380 4347.